# Lotta libera ai Giochi della XIV Olimpiade - Pesi piuma
La competizione della categoria pesi piuma (fino a 62 kg) di lotta libera dei Giochi della XIV Olimpiade si è svolta dal 29 al 31 luglio al Earls Court Exhibition Centre a Londra.

## Formato
Ad ogni incontro venivano assegnate le seguenti penalità:
- 0 = Al vincitore per schienata
- 1 = Al vincitore per decisione
- 2 = Allo sconfitto per decisione (1 giudici contro 2)
- 3 = Allo sconfitto per decisione (0 giudici contro 3)
- 3 = Allo sconfitto per schienata

Con cinque penalità o più il lottatore veniva eliminato.

## Risultati
| Legenda                                  | Legenda |
| ---------------------------------------- | ------- |
| Lottatore con 5 penalità o più Eliminato |         |

### 1º Turno
Si è disputato il 29 luglio.
| Vincitore            | Pen. | Risultato | Sconfitto            | Pen. |
| -------------------- | ---- | --------- | -------------------- | ---- |
| Gazanfer Bilge       | 0    | Schienata | Hassan Sadian        | 3    |
| Ferenc Tóth          | 0    | Schienata | Mario Crete          | 3    |
| Antoine Raeymaeckers | 0    | Schienata | Robert Jouaville     | 3    |
| Arnold Parsons       | 1    | 2:1       | Sarjarao Suryavanshi | 2    |
| Adolf Müller         | 1    | 2:1       | José María Alvárez   | 2    |
| Marco Gavelli        | 1    | 2:1       | Kim Kuk-Fan          | 2    |
| Ivar Sjölin          | 1    | 3:0       | Paavo Hietala        | 3    |
| Ibrahim Abdel Hamid  | 1    | 3:0       | Delmiro Bernal       | 3    |
| Harold Moore         | 0    | Esentato  |                      |      |

### 2º Turno
Si è disputato il 30 luglio.
| Vincitore            | Pen. | Risultato | Sconfitto            | Pen. |
| -------------------- | ---- | --------- | -------------------- | ---- |
| Hassan Sadian        | 4    | 2:1       | Harold Moore         | 2    |
| Gazanfer Bilge       | 0    | Schienata | Ferenc Tóth          | 3    |
| Robert Jouaville     | 4    | 3:0       | Mario Crete          | 6    |
| Antoine Raeymaeckers | 1    | 3:0       | Arnold Parsons       | 4    |
| Adolf Müller         | 1    | Schienata | Sarjarao Suryavanshi | 5    |
| José María Alvárez   | 3    | 3:0       | Kim Kuk-Fan          | 5    |
| Paavo Hietala        | 3    | Schienata | Marco Gavelli        | 4    |
| Ivar Sjölin          | 1    | Schienata | Delmiro Bernal       | 6    |
| Ibrahim Abdel Hamid  | 1    | Esentato  |                      |      |

### 3º Turno
Si è disputato il 30 luglio.
| Vincitore      | Pen. | Risultato | Sconfitto            | Pen. |
| -------------- | ---- | --------- | -------------------- | ---- |
| Harold Moore   | 2    | Schienata | Ibrahim Abdel Hamid  | 4    |
| Ferenc Tóth    | 4    | 2:0       | Hassan Sadian        | 7    |
| Gazanfer Bilge | 0    | Schienata | Robert Jouaville     | 7    |
| Adolf Müller   | 2    | 2:1       | Antoine Raeymaeckers | 3    |
| Arnold Parsons | 4    | Schienata | Marco Gavelli        | 7    |
| Paavo Hietala  | 3    | Schienata | José María Alvárez   | 6    |
| Ivar Sjölin    | 1    | Esentato  |                      |      |

### 4º Turno
Si è disputato il 30 luglio.
| Vincitore      | Pen. | Risultato | Sconfitto            | Pen. |
| -------------- | ---- | --------- | -------------------- | ---- |
| Ferenc Tóth    | 4    | Schienata | Antoine Raeymaeckers | 6    |
| Gazanfer Bilge | 0    | Schienata | Harold Moore         | 5    |
| Ivar Sjölin    | 1    | Schienata | Ibrahim Abdel Hamid  | 7    |
| Adolf Müller   | 2    | Schienata | Arnold Parsons       | 7    |
| Paavo Hietala  | 3    | Esentato  |                      |      |

### 5º Turno
Si è disputato il 31 luglio.
| Vincitore      | Pen. | Risultato | Sconfitto     | Pen. |
| -------------- | ---- | --------- | ------------- | ---- |
| Gazanfer Bilge | 0    | Schienata | Paavo Hietala | 6    |
| Ivar Sjölin    | 2    | 2:1       | Ferenc Tóth   | 6    |
| Adolf Müller   | 2    |           |               |      |

### 6º Turno
Si è disputato il 31 luglio.
| Vincitore      | Pen. | Risultato | Sconfitto    | Pen. |
| -------------- | ---- | --------- | ------------ | ---- |
| Ivar Sjölin    | 3    | 3:0       | Adolf Müller | 5    |
| Gazanfer Bilge | 0    | Esentato  |              |      |

### Turno finale
Si è disputato il 31 luglio.
| Vincitore      | Pen. | Risultato | Sconfitto   | Pen. |
| -------------- | ---- | --------- | ----------- | ---- |
| Gazanfer Bilge | 1    | 3:0       | Ivar Sjölin | 6    |

## Classifica finale
| Pos.    | Atleta               | Nazione       |
| ------- | -------------------- | ------------- |
| Oro     | Gazanfer Bilge       | Turchia       |
| Argento | Ivar Sjölin          | Svezia        |
| Bronzo  | Adolf Müller         | Svizzera      |
| 4       | Paavo Hietala        | Finlandia     |
| 4       | Ferenc Tóth          | Ungheria      |
| 6       | Harold Moore         | Stati Uniti   |
| 7       | Antoine Raeymaeckers | Belgio        |
| 8       | Ibrahim Abdel Hamid  | Egitto        |
| 8       | Arnold Parsons       | Gran Bretagna |
| 10      | José María Alvárez   | Cuba          |
| 11      | Robert Jouaville     | Francia       |
| 11      | Hassan Sadian        | Iran          |
| 11      | Marco Gavelli        | Italia        |
| 14      | Sarjarao Suryavanshi | India         |
| 14      | Kim Kuk-Fan          | Corea del Sud |
| 16      | Mario Crete          | Canada        |
| 16      | Delmiro Bernal       | Messico       |